# Serratus (Münze)

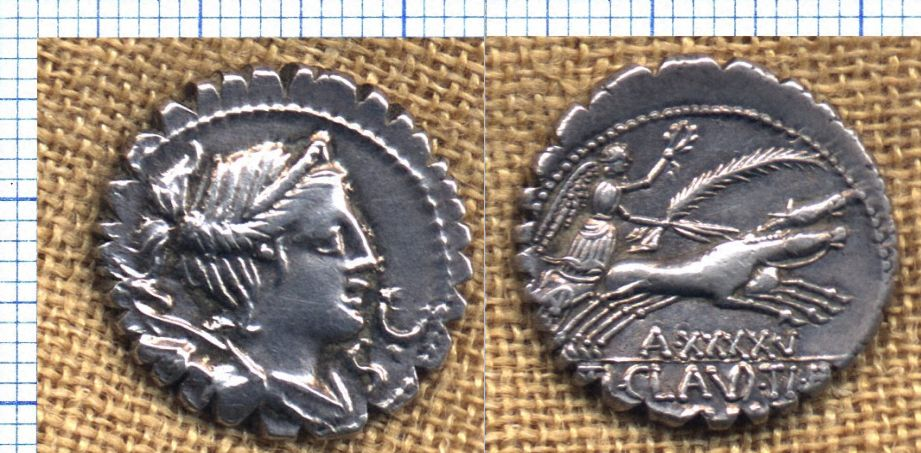
Denarius serratus

Der Serratus, eigentlich denarius serratus, ist eine Form der spätrepublikanischen römischen Denarprägung, die bei manchen Prägungen angewandt wurde. Sein Name rührt vom gezackten Münzrand her (lat. serratus „gesägt“, „gezackt“), der bereits vor der Prägung angebracht wurde. Der Grund für diese Praxis ist unklar. Möglicherweise diente sie dazu, zu zeigen, dass die Münze aus solidem Silber bestand und keinen minderwertigen Kern hatte. Außerdem bot ein derartiger Rand einen Schutz gegen Beschneidung der Münzen. Häufig wird in der Forschung aber auch schlicht angenommen, dass die gezackten Münzränder einen rein dekorativen Zweck hatten.
Einzelne Serrati wurden bereits in der Frühzeit des römischen Denarsystems im späten 3. Jahrhundert v. Chr. geprägt. Häufiger wurde die Methode dann im späten 2. Jahrhundert v. Chr. bis in die Zeit um 60 v. Chr. eingesetzt. Nach Tacitus waren derartige serrati bei den Germanen besonders beliebt.
Die Randgestaltung mit einem Riffelrand, einem Muster oder einer Randschrift wurde erst im 16. Jahrhundert wieder allgemein üblich. Die heutigen 10-, 20- und 50-Cent- sowie 1- und 2-Euro-Münzen mit geriffeltem Rand sind Nachfolger des Serratus.